# 粟田口隆光
粟田口 隆光（あわたぐち たかみつ/りゅうこう、生没年不詳）は、南北朝時代から室町時代前期に活躍した粟田口派の絵仏師である。本姓は土佐。俗名は以盛。

## 経歴・人物
土佐光顕の三男として生まれる。初めは民部少輔に任じられた。後に出家し、法眼に叙せられた。洛東の粟田口街道（現在の京都市左京区）で権門青蓮院や祇園神社、大谷本願寺等の寺院や神社に絵画を献上した絵仏師集団の一員となり、粟田口を姓とした。
多くの水墨画や絵巻物を、父から学んだ土佐派の画法を用いて制作した。晩年には伏見宮貞成親王や後花園天皇等の皇族に仕え、皇室内の絵画に専念した。

## 主な作品
- 『融通念仏縁起絵巻』- 良忍上人の生活を描いた絵巻物。全2巻のうち、絵二段を描いたとされている。現在は清凉寺所蔵。1414年（応永21年）ころ制作。
- 『石山寺縁起絵巻』- 石山寺の草創と如意輪観音の霊験説話を描いた絵巻物。全7巻のうち、1～3巻および5巻は、高階隆兼との共同製作とされている。
- 『親鸞上人絵伝』- 1426年（応永33年）ころ制作。